# Milho Branco
Milho Branco est un village du sud-est de l'île de Santiago au Cap-Vert.

## Description
Milho Branco est située à 2 km au nord de Ribeirão Chiqueiro, à 5 km à l'est de la ville de São Domingos et à 12 km au nord de la capitale Praia. 
La route nationale EN1-ST02 reliant Ribeirão Chiqueiro à Tarrafal via Pedra Badejo traverse le village. 
Milho Branco fait partie de la municipalité de São Domingos.
La plus grande attraction du village est la célébration de la messe le dimanche, dans l'église de Nossa Senhora de Fátima (Milho Branco), qui rassemble des centaines de fidèles de toutes les parties de la paroisse.

## Subdivisions
- Cabeça Horta
- Chã Cardoso
- Chanzinha
- Milho Branco
- Sezimbra
- Terra Branca

## Population
Au recensement de 2010, la ville comptait 165 habitants.